# محمد زعبية
محمد نور الدين زعبية، ولد في 20 مارس 1989م في مدينة طرابلس، هو لاعب كرة قدم دولي ليبي. يلعب حاليا في نادي الاتحاد الرياضي الليبي.

## روابط خارجية
- محمد زعبية على موقع الاتحاد الدولي (مؤرشف)  (الإنجليزية)
- محمد زعبية على موقع قاعدة بيانات كرة القدم.إي يو (الإنجليزية)
- محمد زعبية على موقع ناشيونال فوتبول تيمز (الإنجليزية)
- محمد زعبية على موقع Soccerway.com (الإنجليزية)